# Richard Buckminster Fuller
Richard Buckminster ("Bucky") Fuller (n. 12 iulie 1895 – d. 1 iulie 1983) a fost un vizionar, designer, arhitect, poet, autor și inventator american.  Fuller este cel mai bine cunoscut pentru inventarea domului geodezic, iar pe plan social ca fiind cel de-al doilea președinte al organizației Mensa.
De-a lungul întregii sale vieți, Fuller a fost intens preocupat de întrebarea "Are umanitatea vreo șansă de a supraviețui suficient de mult și de plin de succes pe planeta Pământ și dacă "da" cum o va face?" Considerându-se el însuși un individ obișnuit, fără modalități financiare deosebite și fără titluri academice , Fuller a ales deliberat devotarea vieții sale acestei cauze.  A căutat mereu să descopere ceea ce ar putea face un individ obișnuit, așa cum se considera, pentru a îmbunătății condițiile de trai a majorității omenirii acolo unde organizații mari și puternice precum guverne sau companii private nu erau capabile de a o face.
Urmărind cu tenacitate de-a lungul întregii sale vieți ideile sale majore, Fuller a scris și publicat peste 30 de cărți, fiind și cel care a propus și popularizat termeni așa cum sunt "Spaceship Earth" ("Nava spațială Pamânt"), ephemeralization ("efemeralizare") și synergetics ("sinergetică"). De asemenea, a lucrat și realizat numeroase invenții, sau a perfecționat altele, mai ales în domeniul arhitecturii și al designului industrial, dintre care cea mai cunoscută este domul geodezic. Uneori, substanțele din clasa specială de compuși ai carbonului cunoscute ca fulerene mai sunt numite și buckyballs, întrucât structura acestora este foarte similară cu suprafața domurilor geodezice.
Mai târziu în viața sa, după ce a lucrat pe conceptele sale de mai multe decenii, Fuller a realizat o vizibilitate publică considerabilă. El a călătorit în lume pentru prezentarea de prelegeri, și a primit numeroase titluri Doctor Honoris Causa. Totuși, cele mai multe din invențiile sale nu au fost niciodată aplicate în producție, iar el a fost puternic criticat; în cele mai multe domenii el a încercat să influențeze, cum ar fi arhitectura, sau pur și simplu a fost respins ca un utopist fără speranță. Susținătorii Fuller, pe de altă parte, susțin că munca lui nu a primit încă atenția pe care le merită. Conform filosofului N.J. Slabbert, Fuller a avut un stil obscur scris, care a împiedicat de circulație a ideilor sale.

## Filosofie și conceptul asupra lumii
Buckminster Fuller a fost un activist timpuriu pentru mediul înconjurător. Fiind conștient de resursele finite pe care natura le putea oferi, a promovat un principiu pe care l-a numit "efemeralizare", prin care, în esență, conform futuristului și discipolului său Stewart Brand, Fuller se referea la "a face mai mult cu mai puțin." Resursele ca și materialul care se arunca din produsele brute puteau fi reciclate pentru a face produse mai valoroase, crescând astfel eficiența întregului proces. Fuller a mai introdus și sinergetica, un limbaj metaforic pentru comunicarea experiențelor folosind concepte geometrice, cu mult înainte ca termenul sinergie să devină popular.

## Proiecte importante
În 1943, industriașul Henry J. Kaiser i-a cerut lui Fuller să dezvolte un prototip pentru o mașină mai mică, iar Fuller a creat o mașină cu cinci locuri; mașina nu a intrat în stadiile de producție și dezvoltare.
O altă idee a lui Fuller a fost proiectarea alternativă harta Dymaxion. Designul acesteia servea scopului de a arăta continentele Pământului cu deformări minime atunci când sunt proiectate sau imprimate pe o suprafață plană.

## Cuvinte atribuite lui Fuller (Bucky-isme)
- Livingry is juxtaposed to weaponry and killingry and means that which is in support of all human, plant, and Earth life. "The architectural profession--civil, naval, aeronautical, and astronautica—has always been the place where the most competent thinking is conducted regarding livingry, as opposed to weaponry."—Critical Path, page xxv

## Diverse
Fuller zbura frecvent, traversând fusurile orare. Cele trei ceasuri ale sale erau notorii: unul pentru zona în care se afla; altul pentru zona de unde plecase; și altul pentru zona unde se îndrepta. La mijlocul anilor '80, acest obicei devenise deja anacronic, deoarece Casio și alții începeau să producă ceasuri digitale care arătau ora din orice zonă a lumii unde cineva dorea, fără efortul de a reseta ceasul (aceste ceasuri sunt setate la Coordinated Universal Time și arată acea ora plus ora zonei selectate; ceasurile controlate prin radio mai noi simplifică procesul.)